# Landkreis Diepholz
Landkreis Diepholz er Landkreis i den centrale del af den tyske delstat Niedersachsen. Den strækker sig fra Bremen omkring 70 km mod syd  til delstatsgrænsen til Nordrhein-Westfalen øst for Osnabrück.

## Geografi
Mod nord grænser Kreis Diepholz direkte til Bremen, mod syd til den nordrhein-westfalske Kreis Minden-Lübbecke, mod nordøst og øst til Landkreis Verden, mod sydøst til Landkreis Nienburg/Weser, mod sydvest og vest til Landkreis Osnabrück og Vechta, mod nordvest til  Landkreis Oldenburg mod nord-nordvest til den kreisfrie by Delmenhorst.
Naturschutzgebiete
I Landkreis Diepholz er der  50 fredede områder (Naturschutzgebiete). Det største  (Nördliches Wietingsmoor) har et areal på 1.599 ha, det mindste (Lachmöwenkolonie Stelle) et areal på 2 ha.

## Byer og kommuner
Kreisen havde 216886  indbyggere pr.  2018-12-31

| - Bassum, Stadt (15955) - Diepholz, administrationsby (16882) - Stuhr, (33678) - Sulingen, by (12842) | - Syke, by (24355) - Twistringen, by (12449) - Wagenfeld (7218) - Weyhe, (30669) |

| 1. Samtgemeinde Altes Amt Lemförde (8609) - Brockum (1045) - Hüde (1223) - Lembruch (1195) - Lemförde, Flecken * (3288) - Marl (716) - Quernheim (454) - Stemshorn (688) 2. Samtgemeinde Barnstorf (12074) - Barnstorf, Flecken * (6381) - Drebber (2878) - Drentwede (1001) - Eydelstedt (1814) 3. Samtgemeinde Bruchhausen-Vilsen (17340) - Asendorf (2943) - Bruchhausen-Vilsen, Flecken * (9070) - Martfeld (2783) - Schwarme (2544) 4. Samtgemeinde Kirchdorf (7311) - Bahrenborstel (1096) - Barenburg, Flecken (1234) - Freistatt (480) - Kirchdorf * (2189) - Varrel (1538) - Wehrbleck (774) | 5. Samtgemeinde Rehden (6124) - Barver (1062) - Dickel (468) - Hemsloh (541) - Rehden * (2221) - Wetschen (1832) 6. Samtgemeinde Schwaförden (6898) - Affinghausen (859) - Ehrenburg (1500) - Neuenkirchen (1222) - Scholen (772) - Schwaförden * (1491) - Sudwalde (1054) 7. Samtgemeinde Siedenburg (4482) - Borstel (1205) - Maasen (437) - Mellinghausen (1053) - Siedenburg, Flecken * (1276) - Staffhorst (511) |
| * Markerer Samtgemeindeforvaltning | |